# Parafia Chrystusa Króla w Jedlance
Parafia Chrystusa Króla w Jedlance – parafia rzymskokatolicka w Jedlance.
Erygowana w 1928 r. Pierwsze zapisy w księdze metrykalnej pochodzą z 1928 r., a w kronice parafialnej – z 1978 r.

## Zasięg parafii
Do parafii Jedlanka należy 3 tys. wiernych z miejscowości: Jedlanka (gm. Stoczek Łukowski), osada Jedlanka (gm. Stanin), Aleksandrówka, Chrusty, Lipniak, Niedźwiadka, Szyszki, Zagoździe i Zastawie.

## Kościół
Kościół pierwotnie był drewniany. Obecny murowany kościół wybudowany został w latach 1976–1978 staraniem ks. Wincentego Jagodzińskiego i reprezentuje styl współczesny.
Przed kościołem – dzwonnica parawanowa z jednym uszkodzonym dzwonem.

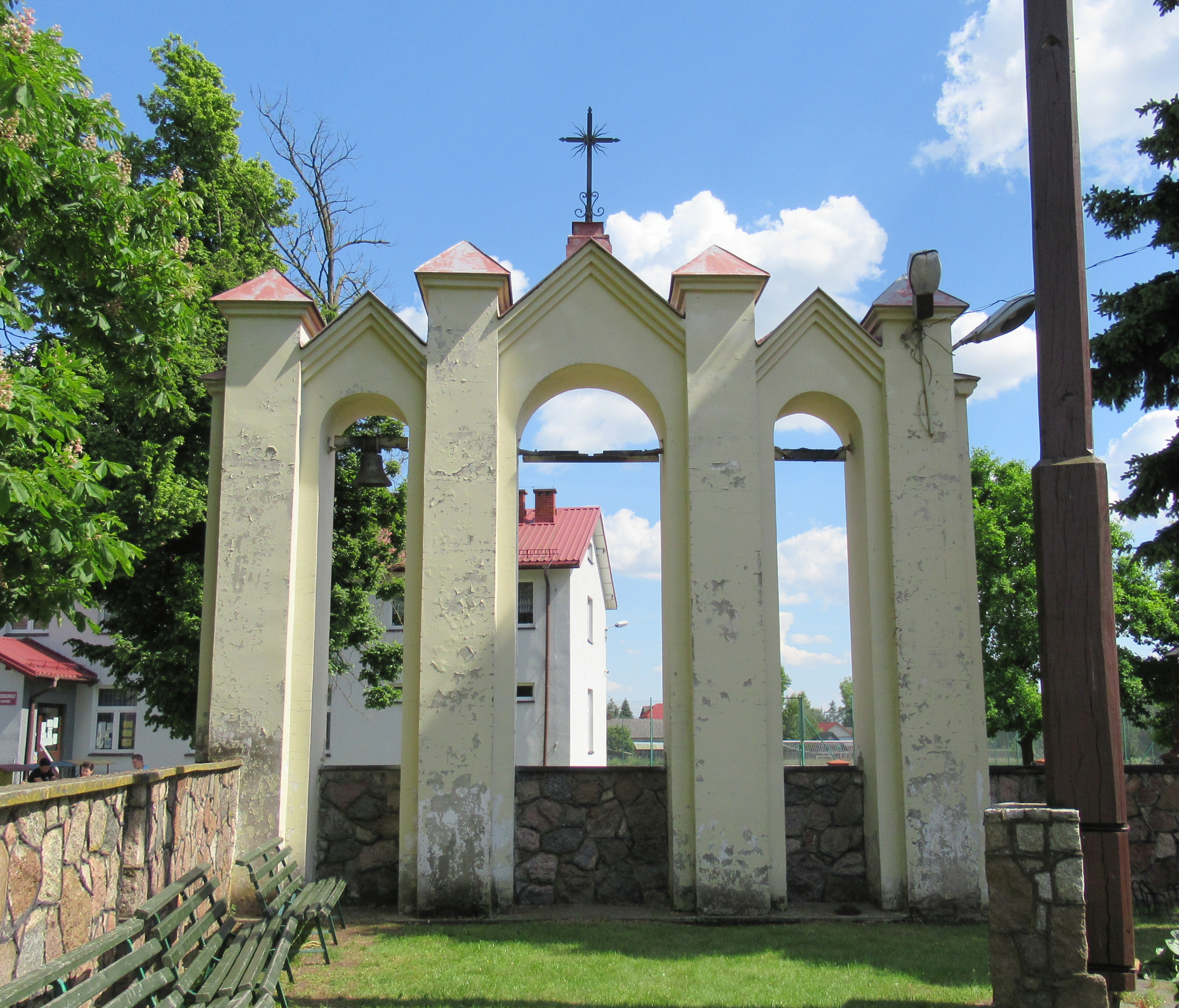
Dzwonnica parawanowa z jednym uszkodzonym dzwonem